# Sevgein
Sevgein (tyska och tidigare officiellt: Seewis im Oberland) är en ort och tidigare kommun i regionen Surselva i kantonen Graubünden, Schweiz. Den rätoromanska namnformen används för det mesta även i tysk skrift. Kommunen blev 2014 en del av storkommunen Ilanz/Glion. 